# بيت سميث (مذيع)
بيت سميث (بالإنجليزية: Pete Smith)‏ هو مذيع ‏ أسترالي، ولد في 29 مايو 1939 في ملبورن في أستراليا.

## وصلات خارجية
- بيت سميث على موقع IMDb (الإنجليزية)
- بيت سميث على موقع قاعدة بيانات الفيلم (الإنجليزية)